# Fredrik Pacius
Fredrik Pacius o Friedrich Pacius (Amburgo, 19 marzo 1809 – Helsinki, 8 gennaio 1891) è stato un compositore e direttore d'orchestra tedesco di nascita, che trascorse quasi tutta la sua vita in Finlandia. È stato definito il "padre della musica finlandese".

## Biografia
Pacius completò gli studi musicali a Kassel, in Germania, sotto la guida del compositore Louis Spohr. Successivamente fu nominato maestro di cappella presso la corte svedese a Stoccolma. 
Nel 1834 ottenne l'incarico di maestro di musica presso l'Università di Helsinki, che mantenne fino al 1867. In quel periodo Pacius fu uno dei protagonisti più attivi della scena musicale della città e dell'intera Finlandia: fondò una società musicale, un coro di studenti e un'orchestra, e svolse regolare attività concertistica. Portò il Romanticismo tedesco in Finlandia, e lo fuse con elementi della tradizione musicale locale. 
Nel 1848 mise in musica il poema Maamme ("la nostra terra") scritto da Johan Ludvig Runeberg, che sarebbe in seguito diventato l'inno nazionale della Finlandia. La stessa melodia composta da Pacius venne utilizzata anche per l'inno nazionale dell'Estonia, Mu isamaa, mu õnn ja rõõm ("Mia terra natia, mio orgoglio e gioia").
Nel 1852 compose Kung Karls jakt ("La caccia di re Carlo"), la prima opera lirica finlandese, in tre atti. Il libretto, in lingua svedese, fu scritto dall'autore e storico Zacharias Topelius. La sua opera lirica più importante, Die Loreley, riporta in Germania alla vicenda della fata Loreley del Reno, ed è tuttora in repertorio nei teatri dell'area scandinava.